# Dick Van Dyke
Pour les articles homonymes, voir DVD (homonymie) et Dyke (homonymie).
Richard Van Dyke, dit Dick Van Dyke, est un acteur, producteur, scénariste et réalisateur américain, né le 13 décembre 1925 à West Plains, dans le Missouri.
Sex-symbol des années 1960, il commence sa carrière comme présentateur télévisé – notamment avec sa propre émission, The Dick Van Dyke Show – avant de s'exporter à Broadway dans plusieurs comédies musicales à succès comme Bye Bye Birdie qui lui vaut le Tony Award du meilleur acteur dans une comédie musicale en 1960. Fier de ce succès, le film est adapté par Hollywood trois ans plus tard et il reprendra son rôle d'Albert F. Peterson.
Devenu l'artiste le plus populaire de sa génération, il devient l'une des têtes d'affiches du cinéma hollywoodien et un acteur fétiche du premier âge d'or du film musical américain. Sa notoriété s'accroît avec des films musicaux à succès comme Mary Poppins (1964) et sa suite (2018) par les Studios Disney. Le premier lui vaut une nomination au Golden Globe du meilleur acteur dans un film musical aux côtés de Julie Andrews. Il est ensuite la tête d'affiche de Chitty Chitty Bang Bang (1968), Dick Tracy (1990). Au cours de sa carrière, il a obtenu un Golden Globe, quatre Emmy Awards, un Tony Award ainsi qu'un Grammy Award.

## Biographie
Richard Wayne Van Dyke est originaire du Missouri, où il naît le 13 décembre 1925. Sa famille a des origines néerlandaises et anglaises.

### Carrière

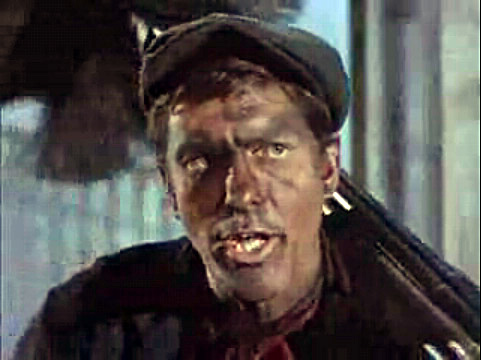
Dick Van Dyke dans le rôle de Bert dans Mary Poppins.

Dick Van Dyke devient présentateur à la télévision à l'âge de 30 ans. Il se lance ensuite dans des comédies musicales grâce auxquelles il fait la conquête de Broadway. Au début des années 1960, il tourne son premier film, Bye Bye Birdie, aux côtés de Janet Leigh et Ann-Margret. Après ce succès, il joue dans Mary Poppins de Disney.
C'est alors qu'il crée sa propre série télévisée : The Dick Van Dyke Show, une comédie de situation. Il remporte l'Emmy Award trois fois de suite en 1963, 1965 et 1977. il reçoit un quatrième Emmy pour Van Dyke et Company. On le voit également dans plusieurs téléfilms et séries, tels que Columbo, Matlock ou Les Routes du paradis.
Il fait une apparition dans La loi est la loi dans le rôle d'un médecin, le docteur Mark Sloan, accusé à tort d'un meurtre. De ce personnage est née la série Diagnostic : Meurtre où il interprète ce médecin. Il y joue pendant huit saisons jusqu'en 2002 où il décide de mettre fin à ce rôle. Il jouera également dans la série Sabrina, l'apprentie sorcière.
Depuis, Van Dyke se fait moins présent, malgré une apparition dans La Nuit au musée en 2006 et dans la suite de Mary Poppins, sortie en 2018.
En 2024, il est le personnage principal du clip de All My Love de Coldplay, de l'album Moon Music. Le clip retrace sa carrière, alors qu'il est âgé de 99 ans.

### Famille
En 1948, Dick Van Dyke épouse Margie Willet (1926-2008) avec laquelle il a quatre enfants : Christian, Barry, Stacy et Carrie. Il divorce par la suite. À l'âge de 86 ans, l'acteur américain se remarie le 29 février 2012 avec une maquilleuse de 40 ans, Arlène Silver.
Son fils, Barry Van Dyke, est également connu sur le petit écran pour avoir tenu le rôle de Saint-John Hawke dans la série Supercopter et Dillon « Boxey » dans la série Galactica. Il a également joué le rôle du fils de Mark Sloane dans la série Diagnostic : Meurtre, Steve Sloane.

## Filmographie

### Cinéma
- 1963 : Bye Bye Birdie de George Sidney : Albert F. Peterson
- 1964 : Madame croque-maris (What a Way to Go!) de J. Lee Thompson : Edgar Hopper
- 1964 : Mary Poppins de Robert Stevenson : Bert / Mr. Dawes Sr.
- 1965 : Gare à la peinture (The Art of Love) de Norman Jewison : Paul Sloane / Toulouse dit Picasso
- 1966 : Lieutenant Robinson Crusoé (Lt. Robin Crusoe, U.S.N.) de Byron Paul : Robin Crusoé
- 1967 : Divorce à l'américaine (Divorce American Style) de Bud Yorkin : Richard Harmon
- 1967 : Un si gentil petit gang (Fitzwilly) de Delbert Mann : Claude Fitzwilliam
- 1968 : Frissons garantis (Never a Dull Moment) de Jerry Paris : Jack Albany
- 1968 : Chitty Chitty Bang Bang de Ken Hughes : Caractacus Potts
- 1969 : Some Kind of a Nut de Garson Kanin : Fred Amidon
- 1969 : The Comic de Carl Reiner : Billy Bright
- 1971 : Cold Turkey de Norman Lear : révérend Clayton Brooks - également producteur
- 1976 : Tubby the Tuba d'Alexander Schure : Tubby le Tuba (voix)
- 1979 : The Runner Stumbles (en) de Stanley Kramer : père Brian Rivard
- 1990 : Dick Tracy de Warren Beatty : D. A. Fletcher
- 2005 : Batman: New Times (vidéo) : commissaire Gordon (voix)
- 2006 : Georges le petit curieux (Curious George) de Matthew O'Callaghan : Mr. Bloomsberry (voix)
- 2006 : La Nuit au musée (Night at the Museum) de Shawn Levy : Cecil « C. J. » Fredericks
- 2014 : La Nuit au musée 3 (Night at the Museum : Secret of the Tomb) de Shawn Levy : Cecil « C. J. » Fredericks
- 2014 : Alexandre et sa journée épouvantablement terrible et affreuse de Miguel Arteta : lui-même
- 2018 : Le Retour de Mary Poppins (Mary Poppins Returns) de Rob Marshall : M. Dawes Jr.
- 2018 : Buttons de Tim Janis : l'ange gardien d'Annabelle

### Télévision
- 1961-1966 : The Dick Van Dyke Show (série télévisée) : Rob Petrie
- 1970 : Dick Van Dyke Meets Bill Cosby de Bill Foster : présentateur
- 1973 : Starring: Nancy Clancy - comme réalisateur
- 1974 : The Morning After de Richard T. Heffron : Charlie Lester
- 1974 : Columbo : Réaction négative (Columbo: Negative Reaction) d'Alf Kjellin : Paul Galesko
- 1977 : The Carol Burnett Show (série télévisée) : apparitions diverses
- 1979 : The Muppets Go Hollywood de Stan Harris : lui-même
- 1980 : How to Eat Like a Child
- 1982 : The Country Girl de Gary Halvorson et Michael Montel : Frank Elgin
- 1982 : Drop-Out Father de Don Taylor : Ed McCall
- 1983 : Wrong Way Kid de Lawrence H. Levy et Sam Weiss
- 1983 : Robin des Bois chez les ordinateurs (Found Money) de Bill Persky : Max Sheppard
- 1985 : Breakfast with Les and Bess de Perry Rosemond : Les Dischinger
- 1986 : Les Caprices du destin (Strong Medicine) de Guy Green : Sam Hawthorne
- 1987 : Les routes du paradis saison 3 de Michael Landon : Wally
- 1987 : Ghost of a Chance de Don Taylor : Bill Nolan
- 1988 : The Van Dyke Show (série télévisée) : Dick Burgess
- 1989 : Les Craquantes, épisode Love Under the Big Top : Ken
- 1991 : Daughters of Privilege de Michael Fresco : Buddy Keys
- 1992 : The House on Sycamore Street de Christian I. Nyby II : Dr Mark Sloan
- 1993 : La Ville oubliée du Père Noël (The Town Santa Forgot) de William Hanna et Joseph Barbera : Narrateur / Jeremy Creek âgé
- 1993 : A Twist of the Knife de Jerry London : Dr Mark Sloan
- 1993-2001 : Diagnostic : Meurtre (Diagnosis Murder) : Dr Mark Sloan  - également producteur
- 2000 : Sabrina, l'apprentie sorcière : Duke (saison 4, épisode 17)
- 2002 : Scrubs : Dr Townshend (saison 2, épisode 14)
- 2002 : Diagnosis Murder: Without Warning de Christian I. Nyby II : Dr Mark Sloan - également producteur
- 2002 : Diagnosis Murder: Town Without Pity de Christopher Hibler : Dr Mark Sloan - également producteur
- 2003 : The Gin Game d'Arvin Brown : Weller Martin - également producteur
- 2003 : The Alan Brady Show de Carl Reiner : Webb (voix)
- 2004 : The Dick Van Dyke Show Revisited de Ken Whittingham : Robert Petrie
- 2006 : L'ABC du meurtre : Au cœur du scandale (Murder 101) de Christian I. Nyby II : Dr Jonathan Maxwell
- 2007 : L'ABC du meurtre : L'Art de la déduction (Murder 101 : College Can Be Murder) de John Putch : Dr Jonathan Maxwell
- 2007 : L'ABC du meurtre : Revers de fortune (Murder 101 : If Wishes Were Horses) de David S. Cass Sr. : Dr Jonathan Maxwell
- 2008 : L'ABC du meurtre : Le Chemin de la sagesse (Murder 101 : New Age) de David S. Cass Sr. : Dr Jonathan Maxwell
- 2010 : The Caretaker 3D  (court métrage) : Le Caretaker
- 2015 : Merry Xmas  (court métrage) : Father
- 2015 : The Middle : Dutch Spence  (saison 6, épisode 21)
- 2023 : The Masked Singer : lui-même, sous le costume du gnome  (saison 9, épisode 1)

## Voix françaises
En France, Dick Van Dyke n'a pas de voix attitrée. Michel Roux l'a doublé à trois reprises, Dominique Paturel, Georges Claisse et Marc Cassot l'ont doublé à deux reprises chacun.
| En France - Michel Roux (*1929 - 2007) dans : - Mary Poppins - Gare à la peinture - Lieutenant Robinson Crusoé - Dominique Paturel (*1931 - 2022) dans : - Frissons garantis - Chitty Chitty Bang Bang (voix parlée) - Georges Claisse (*1941 - 2021) dans : - La Nuit au musée - La Nuit au musée : Le Secret des Pharaons - Marc Cassot (*1923 - 2016) dans (les séries télévisées) : - Diagnostic : Meurtre - Scrubs | Et aussi - André Viel dans Chitty Chitty Bang Bang (voix chantée) - Jean Berger (*1917 - 2014) dans Columbo (série télévisée) - Raymond Loyer (*1916 - 2004) dans Les Caprices du destin - Michel Ruhl (*1934 - 2022) dans Dick Tracy - Henri Guybet dans Georges le petit curieux (voix) - Patrick Préjean dans Alexandre et sa journée épouvantablement terrible et affreuse - Jean-Pierre Leroux dans Le Retour de Mary Poppins - Francis Lax (*1930 - 2013) dans Les Grandes Rencontres de Scooby-Doo (série d'animation, voix) - Bernard Tiphaine (*1938 - 2021) dans The Middle (série télévisée) |

Au Québec
- Vincent Davy (*1940 - 2021) dans :
  - Une Nuit au musée
  - Une Nuit au musée : Le Secret du Tombeau
  - Alexandre et sa journée épouvantablement terrible, horrible et affreuse
- Hubert Gagnon (*1947 - 2020) dans Georges le petit curieux (voix)